# رینو بوریچ
رینو بوریچ (کرواتی: Rino Burić؛ زادهٔ ۵ آوریل ۱۹۹۷) بازیکن واترپلو اهل کرواسی است.